# Casa Jori-Miserachs
La Casa Jori-Miserachs és una obra de Begur (Baix Empordà) inclosa a l'Inventari del Patrimoni Arquitectònic de Catalunya.

## Descripció
Habitatge unifamiliar, aïllat, situat a Aiguablava. Exteriorment és un edifici amb els murs de maó vist, pintats de blanc, amb persianes d'alumini lacat i fusteria de fusta blanca;els paviments i voladissos són de formigó. L'habitatge, d'uns 230m2. conté saló, menjador, cuina, tres dormitoris dobles, garatge i piscina amb terrassa situada a la zona reguardada de migdia. La planta de l'edifici representa un esquema configurat per dos eixos contraposats -imposants per la il·luminació i per les vistes- que formen un sistema de cossos desplegats en ventall.

## Història
La casa Jori- Miserachs va ser projectada per l'arquitecte Ignasi de Solà Morales l'any 1987. l'execució es va dur a terme entre els anys 1988-90.
Els aparelladors de l'obra van ser Carles Olivé i Jordi Roig, i el constructor, Manolo Fernández Hortal. L'any 1990 l'edifici va obtenir el Premi FAD d'arquitectura i Interiorisme.